# Fallhöhe (Drama)
Die Fallhöhe ist ein von dem französischen Kritiker Charles Batteux (1713–1780) erstmals in seiner Abhandlung Principes de la littérature 1764 beschriebenes dramenpoetisches Prinzip. Der deutsche Begriff Fallhöhe stammt von Arthur Schopenhauer. Es beschreibt ein Element der Dramentheorie: Der Sturz eines Helden ist umso ergreifender, je höher sein sozialer und moralischer Status zuvor war.

## Ständeklausel
Die Fallhöhe ist mit der im 18. Jahrhundert beschriebenen Ständeklausel eng verknüpft und findet sich bereits in der Poetik des Aristoteles angelegt. Dieser gibt an, dass die Tragödie bessere Menschen und die Komödie schlechtere Menschen nachahmen sollten, „als sie in Wirklichkeit vorkommen“ (Kap. 2: Die Nachahmung von Menschen). Die ab dem 16. Jahrhundert entstehende soziale Interpretation des antiken Dramas bezog das aristotelische Prinzip auf die Ständegesellschaft. Im Regeldrama der Französischen Klassik im 17. Jahrhundert war der Unterschied zwischen Tragödie und Komödie in erster Linie ein Unterschied zwischen adligen und nichtadligen Hauptfiguren, wovon nur die ersteren ernst genommen werden konnten.

## Batteux und das bürgerliche Trauerspiel
Batteux erklärte noch Mitte des 18. Jahrhunderts, dass sich Könige am besten als Hauptfiguren der Tragödie eigneten, weil ihr Grad der Erhebung über die übrigen Menschen („degré d’élévation“) ihrem Fall im Lauf der Handlung größeren Effekt gebe („donne plus d’éclat à leur chute“). Die gesellschaftliche Höhe verglich Batteux mit der konkreten Höhe von Heldenstandbildern. Dagegen seien „die berührenden Ereignisse“ in „mittelmäßigen Umständen“ für die Zuschauer zu gewöhnlich, um Aufmerksamkeit zu erregen.
Gleichzeitig gab es Bestrebungen, die Schicksale „einfacher Menschen“ auf der Bühne aufzuwerten. Das bürgerliche Trauerspiel von George Lillos The London Merchant (1731) über Lessings Miss Sara Sampson (1755) und Emilia Galotti (1772) bis zu Schillers  Kabale und Liebe (1784) präsentierte tragische Handlungen mit Hauptfiguren, die keine Aristokraten waren. Dies war nicht unumstritten. Friedrich der Große beispielsweise äußerte sich abschätzig über solche Versuche (De la littérature allemande, 1780).

## Schopenhauer
Ständeklausel und Fallhöhe blieben so lange im Gespräch, wie die Adligen noch die höchste Gesellschaftsschicht in Europa waren, also bis zum Ersten Weltkrieg. Schopenhauer griff 1819 den Gedanken der Fallhöhe in seinem Werk Die Welt als Wille und Vorstellung auf und sprach eine Fallhöhe dabei nicht nur den „Großen“, sondern auch den „Reichen“ zu:

„Nun sind aber die Umstände, welche eine Bürgerfamilie in Noth und Verzweiflung versetzen, in den Augen der Großen oder Reichen meistens sehr geringfügig und durch menschliche Hülfe, ja bisweilen durch eine Kleinigkeit, zu beseitigen: solche Zuschauer können daher von ihnen nicht tragisch erschüttert werden. Hingegen sind die Unglücksfälle der Großen und Mächtigen unbedingt furchtbar, auch keiner Abhülfe von außen zugänglich; da Könige durch ihre eigene Macht sich helfen müssen, oder untergehn. Dazu kommt, dass von der Höhe der Fall am tiefsten ist. Den bürgerlichen Personen fehlt es demnach an Fallhöhe.“

Auf das Prinzip der Fallhöhe wird im Drama des 20. Jahrhunderts eher noch in ironischer Weise angespielt, im Gefolge von Alfred Jarrys groteskem Helden König Ubu (1896). Die Fallhöhe des „gefallenen Mädchens“ ist dagegen ein zunehmend aufgewertetes Thema, etwa in den Tragödien von Ödön von Horváth. Als Begriff der Dramentheorie wird die Fallhöhe gelegentlich noch auf moderne Dramen angewandt.